# 무신창의록
무신창의록(戊申倡義錄)은 1788년(정조 12) 이진동(李鎭東) 등의 주도로 편찬, 발간된 서적으로 1728년(영조 4) 이인좌의 난 당시 순흥, 안동, 영주, 예천, 예안, 봉화, 풍기, 영천, 상주 등 영남 지역에서 거병한 의병의 명단과 활동 내역을 기록한 책이다. 전 2권이다. 정조의 간행하라는 명령으로 자료를 수집했지만 당대에 간행되지 못하였다. 1874년(고종 11) 재상 유후조(柳厚祚)의 서문을 수록하고 간행하였다.

## 개요
의병 참여자 명단, 지휘계통, 1728년 3월 8일부터 사태가 진압되고 의병이 해체되는 4월 8일까지의 현황을 간략히 수록하였다.
1788년(정조 12) 4월 영남에도 의병이 있었다며 영남 의병의 포상을 건의한 우의정 채제공(蔡濟恭)의 청에 정조는 사람을 시켜 무신사태 때 안동군 지역에서 의병을 일으킨 유승현(柳升鉉), 권만(權萬) 등을 발굴, 안동지역 의병대장 류승현을 증 이조참판에, 안동지역 부장 권만은 증 이조참의에 추증하고 포상하였다. 
곧 정조는 경상 감사에게 사람을 보내, 도내의 무신사태 당시 의병활동 사적을 조사해서 보고하도록 하였다. 그러나 경상도관찰사, 지방관들은 사적 찾기를 주저하였고, 진전이 없자 이진동 등 소수의 유림이 사적 수집 및 발굴에 참여하여 그해 2권의 책으로 정리, 안동군 서후면에서 영인하였다. 정조 생전에는 간행을 보지 못하고 1874년에 가서야 간행되었다.

## 같이 보기
- 이인좌의 난
- 분무공신
- 영남만인소